# Recajo (Navarra)
Recajo es una localidad y un barrio del municipio español de Viana en la Comunidad Foral de Navarra. Está situado en la Merindad de Estella, en la comarca de Estella Occidental. Su población en 2017 fue de 0 habitantes (INE).
Está al sur del núcleo del municipio, en un meandro situado en la orilla izquierda del río Ebro. Tiene huertas y molinos que aprovechan la fuerza del agua del río.
Este barrio lleva el mismo nombre que Recajo, la localidad riojana del municipio de Agoncillo situada justo en la margen contraria del río Ebro.

## Topónimo
De origen dudoso, puede tener relación con el romance regajo y regacho. 
En documentos antiguos el nombre aparece como: Rrecaxo (1556, NTYC); Rrecajo, molinos de (1569, NTYC); Requajo (1632, NTYC); Recaxo, el molino de (1800, NTYC).